# (73763) 1994 LQ1
(73763) 1994 LQ1 – planetoida z pasa głównego asteroid okrążająca Słońce w ciągu 2,68 lat w średniej odległości 1,93 j.a. Odkryta 2 czerwca 1994 roku.